# Patrick Kane
Patrick T. Kane, Jr. (Buffalo, New York, 10. studenog 1988.) američki je profesionalni hokejaš na ledu. Lijevoruki je napadač i igra na poziciji desnog krila. Trenutačno nastupa u National Hockey League (NHL) momčad Chicago Blackhawks.

## National Hockey League

### Chicago Blackhawks
Chicago Blackhawksi birali su Kanea kao prvi izbor drafta 2007. godine. Prvi NHL pogodak u svojoj karijeri je postigao u Chicagu gdje su domaćini nadigrali Colorado s 5:3. Kane je postigao dva pogotke i bio prva zvijezda utakmice u golijadi 6:1 i visokoj, uvjerljivoj pobjedi domaćih Blackhawksa protiv St. Louis Bluesa, 17. siječnja 2008. U još jednoj uvjerljivoj pobjedi Blackhawksa 6:1 nad Nashville Predatorsima, Keane je koji je upisao dvije asistencije, dok je drugi rookie u ekipi Jonathan Toews postigao dva pogotka i za jedan asistirao. Tijekom rookie sezone imao je još zapaženih nastupa, koje su produžile san mlade momčadi Chicaga za play-offom. Chicago je tek početkom svibnja ispao iz utrke za play-off, a Kane je do tada stigao do broja 20 u golovima i 71 u bodovima što je impresivno za jednog 19-godišnjaka i bio prvi favorit za osvajanje Calder Trophyja (naslova za novaka godine), kojeg je na kraju i osvojio.
U novu sezonu Blackhawksi su krenuli s ciljem ulaska u prvi krug play-offa, te su preko ljeta ojačali momčad. Chicago je dobro gurao u NHL-u, a Kane je bio njihov ponajbolji igrač. Na tradicionalnoj 57. All Star utakmici NHL-a u Montrealu, Keane je zajedno sa suigračem Jonathanom Toewsom i Ryanom Getzlafom iz Anaheima izglasan u napadačke startere momčadi Zapada. Chicago je i nakon All-Stara nastavio s dobrim igrama i očekivano osigurao play-off, gdje su se u prvom krugu susreli s kanadskom momčadi Calgary Flames. Chicago je s ukupnih 4:2 pobijedio Calgary i prošao dalje. U vrlo napetoj seriji s Vancouver Canucks Blackhawksi su prošli dalje s ukupnih 4:2. U posljednjoj utakmici s Canucksima, 12. svibnja 2009., Kane je zabilježio svoj prvi hat-trick karijere i plasirali se u konferencijsko finale, gdje kasnije nisu uspjeli poraziti Detroit Red Wingse u borbi za ulazak u finale Stanleyjeva kupa. Jedan od razloga glatkog poraza u polufinalu bila je odlična obrana Red Wingsa u cijeloj seriji nad Kaneom. Kane je u ukupno u dvjema sezonama provedenima u Blackhawksima postigao 46 golova i 96 puta asistirao.
Već početak nove sezone (2009./10.) bio je nevjerovatan za Chicago: u United Centeru sve je pokazivalo na katastrofu domaćina, a Chicago je preokrenuo 0:5 i na kraju došao do pobjede u produžetku nad Calgaryjem. Kane je bio glavni čovjek dostizanja rezultata. Prvo je sam zabio, a zatim je asistirao za sljedeća dva pogotka. Tijekom studenoga 2009. Chicago je na "krilima" Kanea i Toewsa kod Edmontona upisao šestu uzastopnu pobjedu. Početkom prosinca 2009. Chicago je osigurao budućnost najboljim igračima Kaneu i Jonathanu Toewsu koji su dobili 5-godišnje produženje ugovora vrijedno 31,5 milijuna dolara.

## Privatan život

### Napad i optužbe
Policija u Buffalu potvrdila je da su Patrick Kane i njegov rođak James Kane zaustavili taksi u nedjelju, 9. kolovoza 2009., oko 4 sata ujutro. Uskoro je došlo do sukoba s taksistom koji je završio porezana lica i uništenih naočala, što je posljedica udaraca u glavu koje je primio od dvojice rođaka. Obojica su optužena za razbojstvo i za još nekoliko prekršaja. Tijekom zasjedanja suda porekli su svoje optužbe, ali na kraju su proglašeni krivima za svoje postupke, te im je objema naređeno da se ispričaju vozaču taksija Radeckiju. 

## Reprezentacija
Kao igrač reprezentacije SAD-a na Zimskim olimpijskim igrama u Vancouveru 2010. osvojio je srebrno medalju. Sjedinjene Države u finalnom dvoboju poražene su 3:2 u produžetku od Kanade. 

## Statistika karijere

### Klupska statistika
| 2004./05.       | U.S. National Development Team | NAHL            | 63  | 38 | 32 | 70  | —  | 16 | —  | —  | —  | —  | —  | —  |
| 2005./06.       | U.S. National Development Team | NAHL            | 58  | 52 | 50 | 102 | —  | 22 | —  | —  | —  | —  | —  | —  |
| 2006./07.       | London Knights                 | OHL             | 58  | 62 | 83 | 145 | 42 | 52 | 16 | 10 | 21 | 31 | 2  | 16 |
| 2007./08.       | Chicago Blackhawks             | NHL             | 82  | 21 | 51 | 72  | -5 | 52 | —  | —  | —  | —  | —  | —  |
| 2008./09.       | Chicago Blackhawks             | NHL             | 80  | 25 | 45 | 70  | -2 | 42 | 16 | 9  | 5  | 14 | -9 | 12 |
| Sveukupno - NHL | Sveukupno - NHL                | Sveukupno - NHL | 162 | 46 | 96 | 142 | -7 | 94 | 16 | 9  | 5  | 14 | -9 | 12 |
| Sveukupno - OHL | Sveukupno - OHL                | Sveukupno - OHL | 121 | 90 | 51 | 172 | —  | 38 | —  | —  | —  | —  | —  | —  |

### Reprezentacija
| Godina              | Reprezentacija      | Natjecanje          |   | OU | G | A  | Bod | KM |
| ------------------- | ------------------- | ------------------- | - | -- | - | -- | --- | -- |
| 2008.               | Kanada              | SP                  | 7 | 3  | 7 | 10 | 0   |    |
| Sveukupno - Seniori | Sveukupno - Seniori | Sveukupno - Seniori | 7 | 3  | 7 | 10 | 0   |    |

## Vanjske poveznice
- Profil na Legends of Hockey
- Profil na The Internet Hockey Database